# بين باري (لاعب كرة قدم)
بين باري (بالإنجليزية: Ben Parry)‏ هو لاعب كرة قدم أمريكي في مركز الدفاع، ولد في 18 فبراير 1976 في الولايات المتحدة. لعب مع تشارلستون بيتري وسان خوسيه إيرثكويكس.

## وصلات خارجية
- بين باري (لاعب كرة قدم) على موقع الدوري الأمريكي (الإنجليزية)
- بين باري (لاعب كرة قدم) على موقع قاعدة بيانات كرة القدم.إي يو (الإنجليزية)